# Chlorortha chloromonas
Chlorortha chloromonas är en fjärilsart som beskrevs av Józef Razowski 1984. Chlorortha chloromonas ingår i släktet Chlorortha och familjen vecklare. Inga underarter finns listade i Catalogue of Life.